# Kilkis (stad)
Kilkis (Grieks: Κιλκίς) is een fusiegemeente (dimos) in de Griekse bestuurlijke regio (periferia) Centraal-Macedonië. De gemeente telt 51.990 inwoners.

## Geschiedenis
De stad was onderdeel van het Ottomaanse Rijk totdat het bij Bulgarije werd ingelijfd in de Eerste Balkanoorlog in 1912. In de Tweede Balkanoorlog in 1913 kwam de stad bij Griekenland na een drie dagen durende strijd tussen 19 juni en 21 juni. Bij die strijd kwamen aan Griekse zijde 5.000 mensen om het leven, aan Bulgaarse zijde 7.000. Kilkis was na die strijd vrijwel volledig verwoest. De stad werd vervolgens iets verder herbouwd, dicht bij de spoorlijn naar Thessaloniki. In de Tweede Wereldoorlog kwam de stad opnieuw in handen van de Bulgaren. Volgens de Grieken wilden de Bulgaren de hele regio bij Bulgarije annexeren, maar stoken de nazi's daar een stokje voor omdat zij bang waren dat Griekenland als gevolg daarvan uit elkaar zou vallen.

## Gemeentelijke herindeling (2011)
De zeven deelgemeenten (dimotiki enotita) van deze gemeente zijn:
- Cherso (Χέρσο)
- Doïrani (Δοϊράνη)
- Gallikos (Γαλλικός)
- Kilkis (Κιλκίς)
- Kroussa (Κρούσσα)
- Mouries (Μουριές)
- Pikrolimni (Πικρολίμνη)